# Торлаксгьопн
Торлаксгьопн (ісл. Þorlákshöfn) — місто в Ісландії.

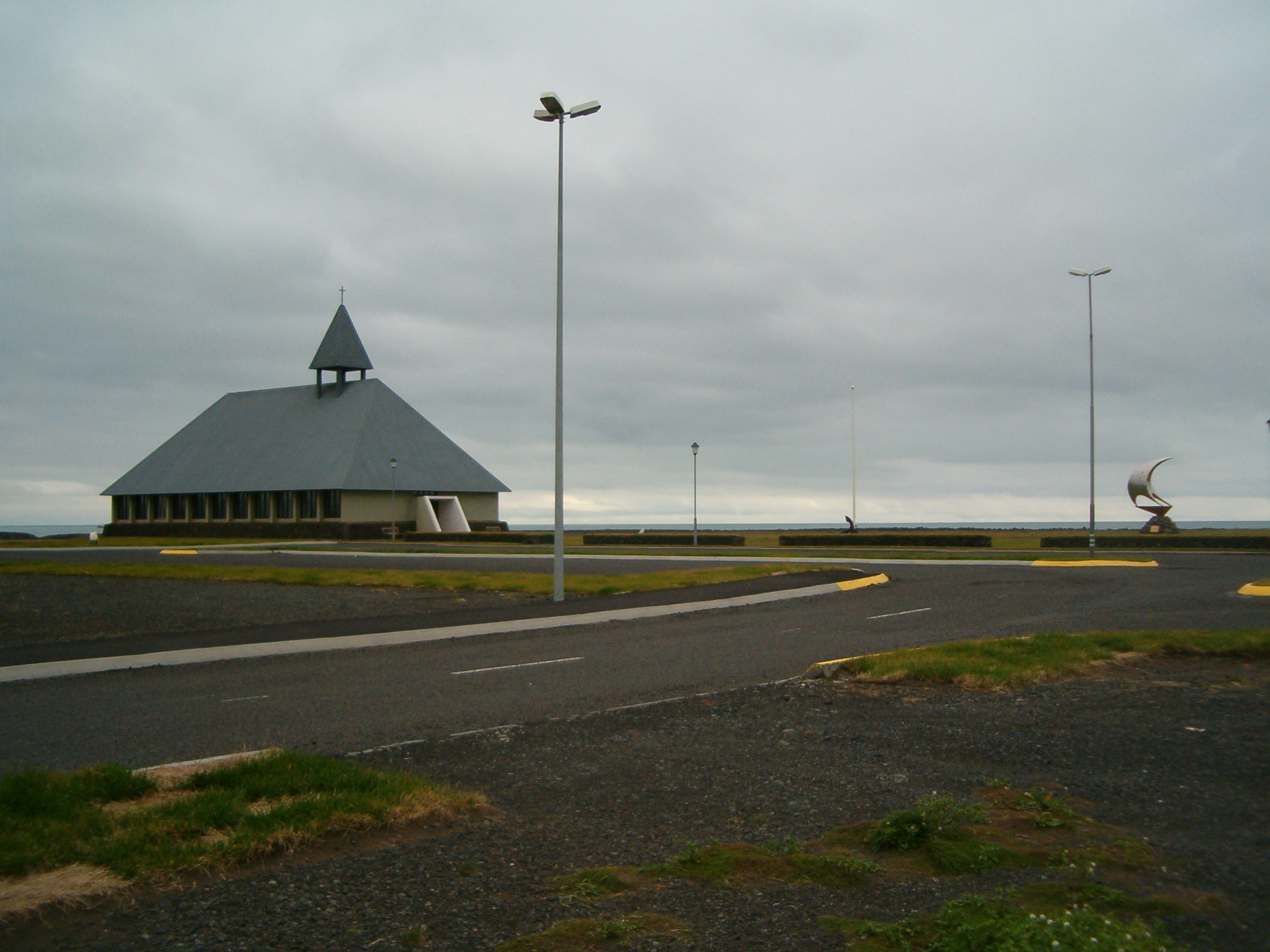
Церква Торлаксгьопна

Розташоване на південному узбережжі Ісландії, на березі Атлантичного океану. Адміністративно входить до муніципалітету Ельфюс сісли Ауднес регіону Судурланд.
Торлаксгьопн — портове місто, що простягнуте на відстані 52 км на південний захід від столиці країни Рейк'явіка. Загальна чисельність населення складає 1,651 людини (за даними 2018-го року). На південному узбережжі Ісландії, де фактично відсутні природні бухти та затоки, Торлаксгьопн є одним з 2 океанських портів (поряд із розташованим на 400 км східніше портом Гебн). З Торлаксгьопн ходить регулярно також паром до острова Геймаей (відстань становить 70 кілометрів). Жителі в основному займаються суднобудуванням та риболовлею.
Місто назване на честь святого Торлака, єпископа Скалгольта.